# Église San Giuseppe de Ponza
L'église San Giuseppe de Ponza est une église catholique située à Ponza, dans le Latium en Italie.

## Localisation
L'église se situe dans le village de Santa Maria sur l'île de Ponza, dans la province de Latina. 

## Historique
Les travaux de construction de l'église commencent le 4 mars 1828, comme en témoigne une épigraphe placée à l'intérieur. Cependant, les travaux sont abandonnés, puis repris seulement après la moitié du siècle. L'église est finalement achevée et consacrée le 21 juin 1895.

## Architecture
Située sur une terrasse donnant sur l'anse du port de Ponza, au-dessus d'une zone occupée par des structures datant de l'époque romaine, l'église se caractérise par des formes architecturales simples et d'un goût néoclassique et d'un plan à nef unique. La façade est surmontée d'un fronton triangulaire et est décorée de quatre pilastres.